# A Dustland Fairytale
"A Dustland Fairytale" é uma canção da banda americana de rock The Killers. A canção fala sobre os pais do vocalista Brandon Flowers.

## Lançamento
A canção foi lançada como terceiro single do álbum Day & Age na América do Norte. No Reino Unido, Europa e Austrália, o terceiro single foi a canção "The World We Live In".
O single também foi lançado via download digital e em formato de vinil.

## Faixas
UK 7" picture disc
1. "A Dustland Fairytale" – 3:45
2. "Forget About What I Said" – 2:57[4]

UK digital EP
1. "A Dustland Fairytale" – 3:45
2. "A Dustland Fairytale" (video) – 5:09

## Paradas musicais
| Paradas (2009)                                | Melhor posição |
| --------------------------------------------- | -------------- |
| Reino Unido (UK Singles Chart)                | 137            |
| Estados Unidos (Billboard Modern Rock Tracks) | 36             |